# Duncannon
Pour l’article homonyme, voir Duncannon (Pennsylvanie).
Duncannon (Dún Canann en irlandais) est un village du Comté de Wexford situé à l'est du Waterford Harbour.
Duncannon, autrefois village de pêcheurs, vit aujourd'hui du tourisme.
Le Fort de Duncannon domine le village sur son promontoire. Il a été construit en 1588 et abrite aujourd'hui un musée maritime.